# Aphaenogaster mersa
Aphaenogaster mersa är en numera utdöd art av myror som beskrevs av William Morton Wheeler 1915. Den förekom i Europa under tidig eocen, och har inga underarter. Holotypen av arten utgörs av en arbetsmyra funnen innesluten i en bärnsten. Exemplaret har en ungefärlig kroppslängd på 5,5 millimeter.